# Lista odcinków serialu Bez tajemnic
Bez tajemnic – polski telewizyjny serial psychologiczny emitowany przez HBO w latach 2011-2013. Opowiada on o spotkaniu psychoterapeuty Andrzeja Wolskiego (Jerzy Radziwiłowicz), który od poniedziałku do czwartku spotyka się ze swoimi pacjentami, a w piątki ze swoją superwizorką (Krystyna Janda), podczas gdy sam nie potrafi sobie dać rady z własnymi problemami.

## Przegląd sezonów
| Sezony | Sezony | Odcinki     | Emisja oryginalna    | Emisja oryginalna |
| Sezony | Sezony | Odcinki     | Premiera sezonu      | Finał sezonu      |
| ------ | ------ | ----------- | -------------------- | ----------------- |
|        | 1      | 1–45 (45)   | 17 października 2011 | 16 grudnia 2011   |
|        | 2      | 46–81 (35)  | 12 listopada 2012    | 28 grudnia 2012   |
|        | 3      | 81–115 (35) | 28 października 2013 | 13 grudnia 2013   |

## Listy odcinków

### Sezon 1 (2011)
| №  | #  | Tytuł         | Podtytuł              | Reżyseria     | Scenarzysta           | Data premiery (HBO)  |
| -- | -- | ------------- | --------------------- | ------------- | --------------------- | -------------------- |
| 1  | 1  | Weronika      | poniedziałek \| 9:00  | Jacek Borcuch | Ewa Popiołek          | 17 października 2011 |
| 2  | 2  | Szymon        | wtorek \| 10:00       | Jacek Borcuch | Marek Kreutz          | 18 października 2011 |
| 3  | 3  | Zosia         | środa \| 8:00         | Jacek Borcuch | Joanna Pawluśkiewicz  | 19 października 2011 |
| 4  | 4  | Anita i Jacek | czwartek \| 17:00     | Jacek Borcuch | Maria Wojtyszko       | 20 października 2011 |
| 5  | 5  | Barbara       | piątek \| 20:00       | Jacek Borcuch | Przemysław Nowakowski | 21 października 2011 |
| 6  | 6  | Weronika      | poniedziałek \| 9:00  | Anna Kazejak  | Ewa Popiołek          | 24 października 2011 |
| 7  | 7  | Szymon        | wtorek \| 10:00       | Anna Kazejak  | Marek Kreutz          | 25 października 2011 |
| 8  | 8  | Zosia         | środa \| 8:00         | Anna Kazejak  | Joanna Pawluśkiewicz  | 26 października 2011 |
| 9  | 9  | Anita i Jacek | czwartek \| 17:00     | Anna Kazejak  | Maria Wojtyszko       | 27 października 2011 |
| 10 | 10 | Barbara       | piątek \| 20:00       | Anna Kazejak  | Przemysław Nowakowski | 28 października 2011 |
| 11 | 11 | Weronika      | poniedziałek \| 9:00  | Jacek Borcuch | Ewa Popiołek          | 31 października 2011 |
| 12 | 12 | Szymon        | wtorek \| 10:00       | Jacek Borcuch | Marek Kreutz          | 1 listopada 2011     |
| 13 | 13 | Zosia         | środa \| 8:00         | Jacek Borcuch | Joanna Pawluśkiewicz  | 2 listopada 2011     |
| 14 | 14 | Anita i Jacek | czwartek \| 17:00     | Jacek Borcuch | Maria Wojtyszko       | 3 listopada 2011     |
| 15 | 15 | Barbara       | piątek \| 20:00       | Jacek Borcuch | Przemysław Nowakowski | 4 listopada 2011     |
| 16 | 16 | Weronika      | poniedziałek \| 9:00  | Anna Kazejak  | Ewa Popiołek          | 7 listopada 2011     |
| 17 | 17 | Szymon        | wtorek \| 10:00       | Anna Kazejak  | Marek Kreutz          | 8 listopada 2011     |
| 18 | 18 | Zosia         | środa \| 8:00         | Anna Kazejak  | Joanna Pawluśkiewicz  | 9 listopada 2011     |
| 19 | 19 | Anita i Jacek | czwartek \| 17:00     | Anna Kazejak  | Maria Wojtyszko       | 10 listopada 2011    |
| 20 | 20 | Barbara       | piątek \| 20:00       | Jacek Borcuch | Przemysław Nowakowski | 11 listopada 2011    |
| 21 | 21 | Weronika      | poniedziałek \| 9:00  | Jacek Borcuch | Ewa Popiołek          | 14 listopada 2011    |
| 22 | 22 | Szymon        | wtorek \| 10:00       | Jacek Borcuch | Marek Kreutz          | 15 listopada 2011    |
| 23 | 23 | Zosia         | środa \| 8:00         | Jacek Borcuch | Joanna Pawluśkiewicz  | 16 listopada 2011    |
| 24 | 24 | Anita i Jacek | czwartek \| 17:00     | Jacek Borcuch | Maria Wojtyszko       | 17 listopada 2011    |
| 25 | 25 | Barbara       | piątek \| 20:00       | Anna Kazejak  | Przemysław Nowakowski | 18 listopada 2011    |
| 26 | 26 | Weronika      | poniedziałek \| 9:00  | Anna Kazejak  | Ewa Popiołek          | 21 listopada 2011    |
| 27 | 27 | Szymon        | wtorek \| 10:00       | Jacek Borcuch | Marek Kreutz          | 22 listopada 2011    |
| 28 | 28 | Zosia         | środa \| 8:00         | Jacek Borcuch | Joanna Pawluśkiewicz  | 23 listopada 2011    |
| 29 | 29 | Anita i Jacek | czwartek \| 17:00     | Anna Kazejak  | Maria Wojtyszko       | 24 listopada 2011    |
| 30 | 30 | Barbara       | piątek \| 20:00       | Jacek Borcuch | Przemysław Nowakowski | 25 listopada 2011    |
| 31 | 31 |               | poniedziałek \| 9:00  | Anna Kazejak  | Ewa Popiołek          | 28 listopada 2011    |
| 32 | 32 | Szymon        | wtorek \| 10:00       | Anna Kazejak  | Marek Kreutz          | 29 listopada 2011    |
| 33 | 33 | Zosia         | środa \| 8:00         | Anna Kazejak  | Joanna Pawluśkiewicz  | 30 listopada 2011    |
| 34 | 34 | Anita i Jacek | czwartek \| 17:00     | Anna Kazejak  | Maria Wojtyszko       | 1 grudnia 2011       |
| 35 | 35 | Barbara       | piątek \| 20:00       | Anna Kazejak  | Przemysław Nowakowski | 2 grudnia 2011       |
| 36 | 36 |               | poniedziałek \| 10:00 | Anna Kazejak  | Marek Kreutz          | 5 grudnia 2011       |
| 37 | 37 |               | wtorek \| 10:00       | Jacek Borcuch | Marek Kreutz          | 6 grudnia 2011       |
| 38 | 38 | Zosia         | środa \| 8:00         | Jacek Borcuch | Joanna Pawluśkiewicz  | 7 grudnia 2011       |
| 39 | 39 | Anita i Jacek | czwartek \| 17:00     | Anna Kazejak  | Maria Wojtyszko       | 8 grudnia 2011       |
| 40 | 40 | Barbara       | piątek \| 20:00       | Anna Kazejak  | Przemysław Nowakowski | 9 grudnia 2011       |
| 41 | 41 | Zosia         | poniedziałek \| 8:00  | Jacek Borcuch | Joanna Pawluśkiewicz  | 12 grudnia 2011      |
| 42 | 42 |               | wtorek \| 10:00       | Anna Kazejak  | Ewa Popiołek          | 13 grudnia 2011      |
| 43 | 43 | Anita i Jacek | środa \| 17:00        | Anna Kazejak  | Maria Wojtyszko       | 14 grudnia 2011      |
| 44 | 44 | Weronika      | czwartek \| 20:00     | Jacek Borcuch | Ewa Popiołek          | 15 grudnia 2011      |
| 45 | 45 | Barbara       | piątek \| 8:00        | Anna Kazejak  | Przemysław Nowakowski | 16 grudnia 2011      |

### Sezon 2 (2012)
| №  | #  | Tytuł   | Podtytuł             | Reżyseria     | Scenariusz                  | Data premiery (HBO) |
| -- | -- | ------- | -------------------- | ------------- | --------------------------- | ------------------- |
| 46 | 1  | Natalia | poniedziałek \| 8:00 | Anna Kazejak  | Joanna Szymczyk-Sienkiewicz | 12 listopada 2012   |
| 47 | 2  | Antek   | wtorek \| 16:00      | Marek Lechki  | Ewa Popiołek                | 13 listopada 2012   |
| 48 | 3  | Gustaw  | środa \| 9:00        | Anna Kazejak  | Przemysław Nowakowski       | 14 listopada 2012   |
| 49 | 4  | Marta   | czwartek \| 17:00    | Jacek Borcuch | Joanna Pawluśkiewicz        | 15 listopada 2012   |
| 50 | 5  | Barbara | piątek \| 19:00      | Jacek Borcuch | Magda Fertacz               | 16 listopada 2012   |
| 51 | 6  | Natalia | poniedziałek \| 8:00 | Anna Kazejak  | Joanna Szymczyk-Sienkiewicz | 19 listopada 2012   |
| 52 | 7  | Antek   | wtorek \| 16:00      | Marek Lechki  | Ewa Popiołek                | 20 listopada 2012   |
| 53 | 8  | Gustaw  | środa \| 9:00        | Anna Kazejak  | Przemysław Nowakowski       | 21 listopada 2012   |
| 54 | 9  | Marta   | czwartek \| 17:00    | Jacek Borcuch | Joanna Pawluśkiewicz        | 22 listopada 2012   |
| 55 | 10 | Barbara | piątek \| 19:00      | Jacek Borcuch | Magda Fertacz               | 23 listopada 2012   |
| 56 | 11 | Natalia | poniedziałek \| 8:00 | Anna Kazejak  | Joanna Szymczyk-Sienkiewicz | 26 listopada 2012   |
| 57 | 12 | Antek   | wtorek \| 16:00      | Marek Lechki  | Ewa Popiołek                | 27 listopada 2012   |
| 58 | 13 | Gustaw  | środa \| 9:00        | Anna Kazejak  | Przemysław Nowakowski       | 28 listopada 2012   |
| 59 | 14 | Marta   | czwartek \| 17:00    | Jacek Borcuch | Joanna Pawluśkiewicz        | 29 listopada 2012   |
| 60 | 15 | Barbara | piątek \| 19:00      | Jacek Borcuch | Magda Fertacz               | 30 listopada 2012   |
| 61 | 16 | Natalia | poniedziałek \| 8:00 | Anna Kazejak  | Joanna Szymczyk-Sienkiewicz | 3 grudnia 2012      |
| 62 | 17 | Antek   | wtorek \| 16:00      | Marek Lechki  | Ewa Popiołek                | 4 grudnia 2012      |
| 63 | 18 | Gustaw  | środa \| 9:00        | Anna Kazejak  | Przemysław Nowakowski       | 5 grudnia 2012      |
| 64 | 19 | Marta   | czwartek \| 17:00    | Jacek Borcuch | Joanna Pawluśkiewicz        | 6 grudnia 2012      |
| 65 | 20 | Barbara | piątek \| 19:00      | Jacek Borcuch | Magda Fertacz               | 7 grudnia 2012      |
| 66 | 21 | Natalia | poniedziałek \| 8:00 | Anna Kazejak  | Joanna Szymczyk-Sienkiewicz | 10 grudnia 2012     |
| 67 | 22 | Antek   | wtorek \| 16:00      | Marek Lechki  | Ewa Popiołek                | 11 grudnia 2012     |
| 68 | 23 | Gustaw  | środa \| 9:00        | Anna Kazejak  | Przemysław Nowakowski       | 12 grudnia 2012     |
| 69 | 24 | Marta   | czwartek \| 17:00    | Jacek Borcuch | Joanna Pawluśkiewicz        | 13 grudnia 2012     |
| 70 | 25 | Barbara | piątek \| 19:00      | Jacek Borcuch | Magda Fertacz               | 14 grudnia 2012     |
| 71 | 26 | Natalia | poniedziałek \| 8:00 | Anna Kazejak  | Joanna Szymczyk-Sienkiewicz | 17 grudnia 2012     |
| 72 | 27 | Antek   | wtorek \| 16:00      | Marek Lechki  | Ewa Popiołek                | 18 grudnia 2012     |
| 73 | 28 | Gustaw  | środa \| 9:00        | Anna Kazejak  | Przemysław Nowakowski       | 19 grudnia 2012     |
| 74 | 29 | Marta   | czwartek \| 17:00    | Jacek Borcuch | Joanna Pawluśkiewicz        | 20 grudnia 2012     |
| 75 | 30 | Barbara | piątek \| 19:00      | Jacek Borcuch | Magda Fertacz               | 21 grudnia 2012     |
| 76 | 31 | Natalia | poniedziałek \| 8:00 | Anna Kazejak  | Joanna Szymczyk-Sienkiewicz | 24 grudnia 2012     |
| 77 | 32 | Antek   | wtorek \| 16:00      | Marek Lechki  | Ewa Popiołek                | 25 grudnia 2012     |
| 78 | 33 | Gustaw  | środa \| 9:00        | Anna Kazejak  | Przemysław Nowakowski       | 26 grudnia 2012     |
| 79 | 34 | Marta   | czwartek \| 17:00    | Jacek Borcuch | Joanna Pawluśkiewicz        | 27 grudnia 2012     |
| 80 | 35 | Barbara | piątek \| 19:00      | Jacek Borcuch | Magda Fertacz               | 28 grudnia 2012     |

### Sezon 3 (2013)
7 czerwca 2013 HBO Polska ogłosiło powstanie trzeciego sezonu Bez Tajemnic. Premiera sezonu miała miejsce 28 października 2013.
| № | #  | Tytuł      | Podtytuł              | Reżyseria           | Scenariusz                               | Data premiery (HBO)  |
| --- | -- | ---------- | --------------------- | ------------------- | ---------------------------------------- | -------------------- |
| 81 | 1  | Jeremi     | poniedziałek \| 16:00 | Wojciech Smarzowski | Magda Fertacz                            | 28 października 2013 |
| Wychowujący się w rodzinie zastępczej nastoletni homoseksualista (Adrian Zaremba) opowiada Andrzejowi o zerwaniu z chłopakiem i o telefonie od biologicznej matki Aleksandry Lenart. |    |            |                       |                     |                                          |                      |
| 82 | 2  | Janina     | wtorek \| 9:00        | Agnieszka Glińska   | Joanna Pawluśkiewicz                     | 29 października 2013 |
| Do Andrzeja przychodzi Magda Ptak (Kinga Preis) wraz z matką Janiną (Stanisława Celińska). Kobieta, choć początkowo niechętna, powoli otwiera się przed terapeutą. |    |            |                       |                     |                                          |                      |
| 83 | 3  | Małgorzata | środa \| 18:00        | Marek Lechki        | Joanna Szymczyk-Sienkiewicz              | 30 października 2013 |
| Krytyk muzyczny Małgorzata (Magdalena Popławska) przyznaje się Andrzejowi do nimfomanii, która ujawniła się w niej po wyjeździe męża. |    |            |                       |                     |                                          |                      |
| 84 | 4  | Konrad     | czwartek \| 11:00     | Bartosz Konopka     | Przemysław Nowakowski                    | 31 października 2013 |
| Do Andrzeja zgłasza się z bezsennością proboszcz podwarszawskiej parafii, Konrad Saliga (Piotr Głowacki). Opowiada Andrzejowi o związku swojego wikarego z kobietą. |    |            |                       |                     |                                          |                      |
| 85 | 5  | Tomasz     | piątek \| 15:00       | Agnieszka Holland   | Jarosław Kamiński, Przemysław Nowakowski | 1 listopada 2013     |
| Tomasz (Maciej Stuhr), dotychczasowy superwizor Andrzeja, zauważa związek między jego snem, przypadkiem Jeremiego a nową sytuacją rodzinną oraz proponuje mu terapię w zamian superwizji. |    |            |                       |                     |                                          |                      |
| 86 | 6  | Jeremi     | poniedziałek \| 16:00 | Wojciech Smarzowski | Magda Fertacz                            | 4 listopada 2013     |
| Jeremi mówi o reakcji rodziców adopcyjnych na jego coming out, dzieciństwie, wspomina o telefonie od biologicznej matki. Na chwilę otwiera się przed Andrzejem, z czego terapeuta wnioskuje, że chłopak czuje, iż zawiódł swoich rodziców, lecz próbuje to ukryć późniejszą agresją. |    |            |                       |                     |                                          |                      |
| 87 | 7  | Janina     | wtorek \| 9:00        | Agnieszka Glińska   | Joanna Pawluśkiewicz                     | 5 listopada 2013     |
| Andrzej skłania Janinę do trudnej dla niej rozmowy na temat jej męża, dzieci i pobytu w Chicago. |    |            |                       |                     |                                          |                      |
| 88 | 8  | Małgorzata | środa \| 18:00        | Marek Lechki        | Joanna Szymczyk-Sienkiewicz              | 6 listopada 2013     |
| Andrzej diagnozuje u Małgorzaty borderline. Kobieta opowiada terapeucie o powrocie męża, swoim niedawnym zamiarze popełnienia samobójstwa i wyjawia mu, że tylko z powodu Wolskiego do niego nie doszło. |    |            |                       |                     |                                          |                      |
| 89 | 9  | Konrad     | czwartek \| 11:00     | Bartosz Konopka     | Przemysław Nowakowski                    | 7 listopada 2013     |
| Konrad przyznaje, że przedstawiając historię wikarego miał na myśli siebie. Tematem sesji staje się Ewa i jej syn. |    |            |                       |                     |                                          |                      |
| 90 | 10 | Tomasz     | piątek \| 15:00       | Agnieszka Holland   | Jarosław Kamiński                        | 8 listopada 2013     |
| W ośrodku terapeutycznym Andrzeja pojawia się Iwona (Agata Kulesza), znajoma Wolskiego z Wiednia. Tymczasem Andrzej przystaje na propozycję Tomasza i rozpoczyna terapię. Na tym spotkaniu opowiada o relacjach z Maksem i starszymi dziećmi oraz pobycie w Wiedniu. |    |            |                       |                     |                                          |                      |
| 91 | 11 | Jeremi     | poniedziałek \| 16:00 | Wojciech Smarzowski | Magda Fertacz                            | 11 listopada 2013    |
| Krystyna (Izabela Dąbrowska), matka adopcyjna Jeremiego, pojawia się na terapii. Chłopak sprowadził ją po to, by na sesji poinformować ją o telefonie od Aleksandry. Jeremi przyznaje się, że to on pierwszy próbował skontaktować się ze swoją biologiczną matką. |    |            |                       |                     |                                          |                      |
| 92 | 12 | Janina     | wtorek \| 9:00        | Agnieszka Glińska   | Joanna Pawluśkiewicz                     | 12 listopada 2013    |
| Janina z gniewem wpada do gabinetu Andrzeja. Powodowana była kłótnią z córką. Andrzej wraca do tematu pobytu w Chicago i pyta kobietę o początki znajomości z Władkiem, późniejszym mężem. |    |            |                       |                     |                                          |                      |
| 93 | 13 | Małgorzata | środa \| 18:00        | Marek Lechki        | Joanna Szymczyk-Sienkiewicz              | 13 listopada 2013    |
| Zamiast Małgorzaty, na sesji pojawia się jej mąż, Krzysztof Lasota (Rafał Maćkowiak). Wyrzuca Andrzejowi brak rezultatów terapii, wskazując na niedawne samookaleczenia. Nieoczekiwanie w gabinecie pojawia się Małgorzata, która pytana przez Andrzeja, obiecuje zaprzestania prób samobójczych. |    |            |                       |                     |                                          |                      |
| 94 | 14 | Konrad     | czwartek \| 11:00     | Bartosz Konopka     | Przemysław Nowakowski                    | 14 listopada 2013    |
| Konrad informuje Andrzeja o odejściu z Kościoła, co staje się pretekstem do rozmowy na temat wyboru drogi życiowej mężczyzny. |    |            |                       |                     |                                          |                      |
| 95 | 15 | Tomasz     | piątek \| 15:00       | Kasia Adamik        | Joanna Pawluśkiewicz                     | 15 listopada 2013    |
| Przed powrotem do Wiednia, Iwona rozmawia z Andrzejem na temat kondycji ich związku i wyznaje mu miłość. Mężczyzna staje się świadkiem kłótni między Tomaszem a jego pacjentką, Dagmarą. Na sesji podjęty zostaje temat miłości do Iwony. |    |            |                       |                     |                                          |                      |
| 96 | 16 | Jeremi     | poniedziałek \| 16:00 | Wojciech Smarzowski | Magda Fertacz                            | 18 listopada 2013    |
| Jeremi podjudza Maksa do wypalenia jointa, które nagrywa telefonem komórkowym. Na spotkaniu z Andrzejem porównuje życie z Krawczykami do marzeń związanych z zamieszkaniem u biologicznych rodziców (Karolina Porcari, Mariusz Zaniewski) i pokazuje Andrzejowi nagranie, przez co doprowadza do nieoczekiwanego zakończenia sesji. |    |            |                       |                     |                                          |                      |
| 97 | 17 | Janina     | wtorek \| 9:00        | Agnieszka Glińska   | Joanna Pawluśkiewicz                     | 19 listopada 2013    |
| Zgodnie z zaleceniem Andrzeja, na sesji pojawia się Magda. Zauważa brak efektów terapii. Skłoniona przez terapeutę opowiada o pobycie w Stanach Zjednoczonych z własnej perspektywy i o swoim ówczesnym lęku związanym z matką. Wyjawia swoją brzemienność, lecz spotkawszy się ze wzgardliwą reakcją ze strony Janiny, niespodziewanie opuszcza gabinet terapeuty.                                                                                                  |    |            |                       |                     |                                          |                      |
| 98 | 18 | Małgorzata | środa \| 18:00        | Marek Lechki        | Joanna Szymczyk-Sienkiewicz              | 20 listopada 2013    |
| Hożo wyglądająca Małgorzata mówi Andrzejowi, jak dobrze się czuje. Chcąc udowodnić sobie, że nie ucieka od trudnych tematów, zaczyna opowiadać o ojcu z dyspomanią, dzieciństwie. W pewnym momencie przyznaje się, że chciała, żeby Andrzej zobaczył postępy w terapii. Ukrywając się za filarem, stwierdza, że stamtąd łatwo będzie jej uciec. Wyjawia, że kiedyś, jako mała dziewczynka, nie mogła uciec ze swojego pokoju i rozpłakawszy się, wybiega z gabinetu. |    |            |                       |                     |                                          |                      |
| 99 | 19 | Konrad     | czwartek \| 11:00     | Bartosz Konopka     | Przemysław Nowakowski                    | 21 listopada 2013    |
| Na sesji zamiast Konrada pojawia się Ewa. Wyznaje Andrzejowi, że – w przeciwieństwie do Konrada – nie zależy jej na długotrwałym związku. Okazuje się, iż Ewa wolałaby, by jej partner pozostał być księdzem, bo w przeciwnym razie nic nie stałoby na zawadzie, aby utrwalili swój związek. |    |            |                       |                     |                                          |                      |
| 100 | 20 | Tomasz     | piątek \| 15:00       | Kasia Adamik        | Jarosław Kamiński                        | 22 listopada 2013    |
| Iwona zrywa z Andrzejem. Dochodzi do kolejnej kłótni z Maksem. Wolski rozmawia z Tomaszem na temat związku Konrada, o tym, jak dzieci widzą swoich rodziców i problemach wychowawczych z chłopakiem. Suliński diagnozuje u Andrzeja problemy z wyrażaniem uczuć i proponuje spotkanie we troje wraz z Maksem na terapii. |    |            |                       |                     |                                          |                      |
| 101 | 21 | Jeremi     | poniedziałek \| 16:00 | Wojciech Smarzowski | Magda Fertacz                            | 25 listopada 2013    |
| Jeremi przeprasza Andrzeja. Pokazuje mu nagranie, na którym widać Michała z nowym chłopakiem. Demonstruje, że czuje się niekochany, odrzucony. Stwierdza, iż wie, że ma dług wobec rodziców adopcyjnych i oni to wykorzystują. |    |            |                       |                     |                                          |                      |
| 102 | 22 | Janina     | wtorek \| 9:00        | Agnieszka Glińska   | Joanna Pawluśkiewicz                     | 26 listopada 2013    |
| Janina opowiada terapeucie o jedynym, swoim zdaniem, szczęśliwym okresie w swoim życiu, tj. zawodzie kostiumera i okolicznościach, w których przestała pracować w teatrze i o swoich relacjach z rodzicami |    |            |                       |                     |                                          |                      |
| 103 | 23 | Małgorzata | środa \| 18:00        | Marek Lechki        | Joanna Szymczyk-Sienkiewicz              | 27 listopada 2013    |
| Andrzej przygotowuje krzesła do realizacji ćwiczenia, w którym Małgorzata wyobraża sobie jedną z osób z którą chciałaby porozmawiać. Kobieta opowiada mu o ostatniej kłótni z partnerem i kontynuuje temat wykorzystywania seksualnego. Siada na jednym z krzeseł i wybiera sobie przeciwległe. Zaczyna mówić do niego jako do swojego ojca. W kulminującym momencie Andrzej interweniuje i niszczy krzesło.                                                         |    |            |                       |                     |                                          |                      |
| 104 | 24 | Konrad     | czwartek \| 11:00     | Bartosz Konopka     | Przemysław Nowakowski                    | 28 listopada 2013    |
| Konrad informuje Andrzeja o zerwaniu z Ewą i opowiada Andrzejowi o miłości swojego życia, Annie. Dzieli się również swoim wątpieniem w miłość Boga. |    |            |                       |                     |                                          |                      |
| 105 | 25 | Tomasz     | piątek \| 15:00       | Kasia Adamik        | Jarosław Kamiński                        | 29 listopada 2013    |
| Na sesji pojawia się Wolski z synem. Na początku Tomasz prosi Andrzeja o możliwość rozmowy z chłopakiem w cztery oczy, później zaprasza tylko Andrzeja. Na końcu doprowadza do rozmowy we trzech. Dzięki zabiegom Tomasza Andrzej i Maks przestają ukrywać swoje myśli. Po sesji pojawia się Dagmara, która mówi, że Tomaszowi w trakcie jej terapii chodziło tylko o seks z nią.                                                                                    |    |            |                       |                     |                                          |                      |
| 106 | 26 | Jeremi     | niedziela \| 19:37    | Wojciech Smarzowski | Magda Fertacz                            | 2 grudnia 2013       |
| Pobity Jeremi zjawia się w domu Andrzeja w niedzielny wieczór. Rozmawia z terapeutą na temat swojego przyjęcia urodzinowego, które opuścił. Pokazuje również film z wizyty w domu biologicznych rodziców, który nagrał telefonem komórkowym i o którego usunięcie zaraz po awanturze prosiła Aleksandra. |    |            |                       |                     |                                          |                      |
| 107 | 27 | Janina     | wtorek \| 9:00        | Agnieszka Glińska   | Joanna Pawluśkiewicz                     | 3 grudnia 2013       |
| Janina wraca wspomnieniami do okresu po gwałcie, w którym była zamknięta w pokoju przez rodziców i chciała przerwać ciążę. Wspomina o pojawiających się wtedy snach o zabiciu gwałciciela, które przetrwały do chwili obecnej. Wolski przekonuje ją do odnowienia kontaktu z synem. |    |            |                       |                     |                                          |                      |
| 108 | 28 | Małgorzata | środa \| 18:00        | Marek Lechki        | Joanna Szymczyk-Sienkiewicz              | 4 grudnia 2013       |
| Małgorzata opowiada o wandalskim czynie popełnionym przez siebie na pomniku ojca i swojej dziecięcej fantazji, w której dochodziło do konfrontacji członków jej wymarzonej rodziny z członkami tej prawdziwej. Przyznaje się do uwodzenia ojca. Wspomina o zerwaniu związku z Krzysztofem i woli zakończenia terapii. |    |            |                       |                     |                                          |                      |
| 109 | 29 | Konrad     | czwartek \| 11:00     | Bartosz Konopka     | Przemysław Nowakowski                    | 5 grudnia 2013       |
| Konrad pokazuje Andrzejowi fragment wideobloga kolegi z seminarium Artura (Andrzej Deskur), który potępia odejście Saligi od kościoła i nazywa je tchórzostwem. Konrad jest na niego wściekły, zwłaszcza, że w przeszłości sam musiał stawiać czoła jego postępowaniu. Andrzej zauważa w działaniu Artura chęć chronienia Kościoła. Konrad opowiada o początkach swojej wiary w Boga i zwierza się ze swojego wątpienia w jego istnienie.                            |    |            |                       |                     |                                          |                      |
| 110 | 30 | Tomasz     | piątek \| 15:00       | Agnieszka Holland   | Jarosław Kamiński                        | 6 grudnia 2013       |
| W gabinecie Andrzeja pojawia się Dagmara. Opowiada Wolskiemu o swojej terapii u Sulińskiego, z czego ten wyprowadza wniosek, że doszło do nadużycia seksualnego ze strony Tomasza. Andrzej oskarża Tomasza o błędy popełnione w trakcie leczenia dziewczyny, czego Suliński nie wytrzymuje i co doprowadza do rozognienia kłótni. |    |            |                       |                     |                                          |                      |
| 111 | 31 | Jeremi     | poniedziałek \| 16:00 | Wojciech Smarzowski | Magda Fertacz                            | 9 grudnia 2013       |
| Na sesji pojawia się Jeremi z ojcem adopcyjnym Marianem. Mężczyzna jest wrogo nastawiony do poczynań Andrzeja na terapii i jest zły na domniemany brak zainteresowania okazany przez terapeutę, gdy Jeremi tego potrzebował. Gdy chłopak pozostaje z Andrzejem sam na sam, powraca wspomnieniami do czasu, kiedy pierwszy raz skontaktował się z rodzicami biologicznymi. Po sesji Marian przeprasza Andrzeja swoją uprzednią egzaltację.                            |    |            |                       |                     |                                          |                      |
| 112 | 32 | Janina     | wtorek \| 9:00        | Agnieszka Glińska   | Joanna Pawluśkiewicz                     | 10 grudnia 2013      |
| Janina chwali się Andrzejowi, że nawiązała ponownie kontakt z synem. Opowiada o wideorozmowie po wielu latach rozłąki. Zwierza się z chęci zakończenia terapii i ponownej wizyty w Stanach Zjednoczonych. |    |            |                       |                     |                                          |                      |
| 113 | 33 | Małgorzata | środa \| 18:00        | Marek Lechki        | Joanna Szymczyk-Sienkiewicz              | 11 grudnia 2013      |
| Na sesji pojawia się Małgorzata z Krzysztofem. Oboje są skłóceni. Opowiadają Andrzejowi o stanie ich związku. Mężczyzna mówi, że Małgorzata wściekła się, gdy ten przekonywał ją do kontaktu z fundacją imienia jej ojca. Kobieta wyjawia Krzysztofowi prawdę; że w dzieciństwie ojciec ją wykorzystywał seksualnie, a nie – jak przypuszczał – bił. |    |            |                       |                     |                                          |                      |
| 114 | 34 | Konrad     | czwartek \| 11:00     | Bartosz Konopka     | Przemysław Nowakowski                    | 12 grudnia 2013      |
| Konrad wyraża zażenowanie swoim spazmatycznym szlochem pod koniec ostatniej sesji, w którym terapeuta zauważa przełom. Andrzej czyta Konradowi fragment Księgi Hioba i dzieli się swoim wynikającym z lektury przekonaniem, że wiara mężczyzny może powrócić. Terapeuta zwierza się Salidze ze swoich błędów dotyczących miłości i swoich odczuć, a także proponuje kontynuację leczenia.                                                                            |    |            |                       |                     |                                          |                      |
| 115 | 35 | Tomasz     | piątek \| 15:00       | Agnieszka Holland   | Jarosław Kamiński                        | 13 grudnia 2013      |
| Andrzej prowadzi sesję z Dagmarą, której świadkiem jest Tomasz. Wolski próbuje, porównując wersje wydarzeń dziewczyny i Sulińskiego, ocenić postawę Tomasza jako terapeuty. Okazuje się, że młody psycholog nie zachował się tak nieodpowiednio, jak wcześniej Andrzej przypuszczał. W trakcie późniejszej rozmowy z Tomaszem podejmuje decyzję o próbie odbudowy związku z Iwoną.                                                                                   |    |            |                       |                     |                                          |                      |